# アビスパ福岡
アビスパ福岡（アビスパふくおか、英: Avispa Fukuoka）は、日本の福岡県福岡市をホームタウンとする、日本プロサッカーリーグ（Jリーグ）に加盟するプロサッカークラブ。

## 概要
1982年創部の中央防犯サッカー部が前身。1994年に福岡市へ移転し、Jリーグ準会員となり、1996年よりJリーグへ加盟している。クラブ名のアビスパは、スペイン語で「熊ん蜂（スズメバチ）」の意味。ハチの持つ集団的行動や俊敏性が「軽快で統制のとれた多様なグループ攻撃」という、チームの目指すスタイルを象徴する。運営会社はアビスパ福岡株式会社である。
ホームタウンは福岡市1市のみであるが、2017年4月29日にホームスタジアムのある東平尾公園の近郊に位置する糟屋郡宇美町、志免町との間で「地域活性化とスポーツ文化の振興」並びに、「地域に根ざしたスポーツクラブ」および「地域に生活する人々とともにスポーツを通じて子どもたちに夢と感動を、地域に誇りと活力を与える」ことを目的とした「フレンドリータウン協定」を締結している
。このフレンドリータウン協定は2021年10月時点で12市町村と締結されている。
ホームスタジアムは東平尾公園博多の森球技場（命名権名称、ベスト電器スタジアム）、練習場は福岡市雁の巣レクリエーションセンター球技場である（詳細は#スタジアムを参照）。
運営会社の出資企業・団体の多くは福岡市に主要拠点を置く、もしくは福岡が発祥の企業であり、取締役には主要株主であるコカ・コーラウエスト・福岡市（市民局）・九州電力・西日本新聞社・九電工・ふくや・福岡銀行・西日本シティ銀行の幹部が就いている。なお、主要な出資者にセコムが入っているのはクラブの母体となった中央防犯アクトサービス（現・中央防犯）がセコムの販売代理店を請け負っていた縁があり、大都技研が入っているのは2008年の増資時に大都からの出資の意向を受け入れたことによる（後述）。2014年に増資を行い、アパマンショップホールディングス（現：APAMAN）子会社のシステムソフトが筆頭株主となった（後述）。
福岡市の姉妹都市でもあるボルドー（フランス）をホームタウンとするFCジロンダン・ボルドー（当時リーグ・アン）と技術提携し、若い選手の短期留学やコーチングスタッフの交流などを行っていた。
2021年DMM.comが経営参入、同社COOの村中悠介が取締役に就任した。

## 歴史

### 前身
1982年に静岡県藤枝市で創部された中央防犯サッカー部が前身であり、1991年に日本サッカーリーグ2部、1993年にジャパンフットボールリーグ1部に昇格した。1994年に中央防犯FC藤枝ブルックスと改名し、同年にJリーグ準会員となった が、当時藤枝市内にJリーグ基準を満たすスタジアムが存在しなかったことなどからJリーグクラブ誘致に動いていた福岡市の要請を受け、1995年に福岡市にホームタウンを移すと共に福岡ブルックスへ改名した。

### 1995年（JFL）
チームスローガン：iARRIBA!（上へ向かってさあ行こう）
監督に1978 FIFAワールドカップ・アルゼンチン代表であったホルヘ・マリオ・オルギンが就任。
元アルゼンチン代表・ディエゴ・マラドーナの実兄・ウーゴ・マラドーナらの新戦力や、引き続き中央防犯時代より所属のペドロ・トログリオらを擁し、京都や神戸、そして同じ静岡から九州へ移転した鳥栖Fなどと争った結果、移転1年目・改称1年目でJFL第4代王者（24勝6敗）および翌年からのJリーグ加盟を決めた。しかし、それにもかかわらず契約延長を断念したオルギンが監督を解任された。
また、Jリーグ加盟に合わせ「アビスパ福岡」へ改称した。

### 1996年 - 1998年（Jリーグ）
1996年、横浜M元監督の清水秀彦が監督に就任。マラドーナ、トログリオ、マジョールの3外国籍選手らが残留。元日本代表の都並敏史、広島から森秀昭などベテラン選手、中払・藤本・久永・石丸らも入団したが、順位は15位。1997年は17位、1998年は18位と2年連続シーズン最下位。1998年はJ1参入決定戦に参加したが、1回戦で川崎、第3参入クラブ決定戦で札幌を破り、J1残留を果たした。なお、1998年に千代反田充（東福岡高校3年）を強化指定選手第1号（現在の特別指定選手）として受け入れた。

### 1999年 - 2001年（J1）
1999年
チームスローガン：¡MAS ARRIBA!（もっと上を目指そう）
監督に菊川凱夫が就任。前年、監督を務めた森孝慈はGMに就任。
平塚から小島伸幸、鹿島から水筑優文、広島から小島光顕、横浜FMから野田知、市原からネナド・マスロバル、V川崎から三浦泰年などを獲得したが、最終順位は14位。
2000年
チームスローガン：¡JUNTOS,PODEMOS!（一丸となれば、やれる）
元福岡所属で、前年アシスタントコーチのネストール・オマール・ピッコリが監督に就任。
例年下位に低迷するチーム状態からの脱却を目指すことを念頭に置き、キャンプは朝・昼・晩練習することや戦術面などはそこそこにし砂浜での走り込みなどを中心にまず徹底してフィジカルトレーニングを課して精神・肉体面の基礎力向上（スキルアップ）を選手に求めた。第2ステージでは最後まで優勝争いに加わり、結果として6位の成績を収めた。
新加入の高卒ルーキー平島崇が主力として機能したことや、外国人も元横浜Mのダビド・ビスコンティ、平塚や柏で活躍したバデア、エースフォワードのモントージャも活躍した。
2001年
チームスローガン：¡MAS JUNTOS,PODEMOS MAS!（もっと一丸となれば、もっとやれる）
ピッコリ体制2年目。元韓国代表で広島やC大阪に所属した盧廷潤、元U-23日本代表の松原良香を補強したが、年間成績15位となりJ2へ降格。なお、所属の平島崇が児童買春等禁止法違反で逮捕された（当時は19歳であったため、実名では報じられていない）。
シーズン終了後にオマール・ピッコリが監督を退任。また、三浦泰年らベテランも運営費縮小に伴って、退団した。
この頃から「5年周期」がスタートすることとなる。

### 2002年 - 2005年（J2）
2002年
チームスローガン：Just in ONE
名古屋元コーチの今井雅隆が監督に就任。
中払大介・山下芳輝らが退団した一方、呂比須ワグナー・内藤就行・盧廷潤などが残留し、横浜FMから古賀誠史、磐田から元日本代表の大神友明などを補強し1年でのJ1復帰を目指したが、後半戦はわずか3勝に留まり、8位の成績。7月27日の水戸戦終わりに今井監督は解任され、中村重和が8月に広島ユース監督からの転出で監督に就任したが、この頃から若手を中心としたチームへと切り替えたことで、翌年の快進撃に繋がったという。
2003年
チームスローガン：新生
松田浩が監督に就任。前半戦は下位に低迷したが、千代反田・米田・宮崎・古賀・宮原・林ら若手を辛抱強く使い、後半戦は5連勝を含む16勝3分3敗（後半戦だけの成績ではトップ）の成績を残し、シーズン4位の成績を収めた。
2004年
チームスローガン：We WILL make it! 成し遂げる!
松田体制2年目。前年に行ったサポーターへのアンケートを受けてユニフォームの色を変更した（1stがシルバー、2ndがネイビーだったのを逆にした）。
リーグ戦では第37節から最終節まで8連勝して3位。J1・J2入れ替え戦に進出したが、柏に敗れて昇格はならなかった。
2005年
チームスローガン：挑戦 〜Try it again to J1 !
松田体制3年目。チームの育成路線が実を結び高卒2年目の中村・同じく2年目ユース出身の田中、新加入の元U-20ブラジル代表グラウシオらが活躍。11月23日のホームでの第42節徳島戦を引き分けて2位を確定。5年ぶりのJ1復帰を決めた。
6月の2005 FIFAワールドユース選手権に中村北斗・柳楽智和が日本代表として出場した。

### 2006年（J1）
チームスローガン：Climb to the top !
松田体制4年目。薮田光教（前神戸）、布部陽功、久藤清一（共に前C大阪）などを補強したが、12節終了時点で1勝6敗5分の16位。5月22日に松田を監督から解任。後任にV川崎と神戸の元監督の川勝良一が就任。
2006 FIFAワールドカップによるリーグ戦中断期間に神戸からバロンを完全移籍、また大宮から佐伯直哉、東京Vから飯尾一慶を期限付き移籍で獲得。シーズン成績は16位。J1・J2入れ替え戦でJ2・3位の神戸に2分ながらアウェーゴール差で敗れ、1年でのJ2降格が決まった。
シーズン終了後に川勝が監督を辞任。5回戦へ勝ち残っていた天皇杯は沖野等が代行監督を務めた。なお、この年に運営会社の商号が福岡ブルックス株式会社からアビスパ福岡株式会社へ変更された。

### 2007年 - 2010年（J2）
2007年
チームスローガン：SUFFER FOR SUCCESS!
シドニーFC元監督のピエール・リトバルスキーが監督に就任。水谷雄一が柏、千代反田充が新潟にそれぞれ移籍。さらに前年キャプテンを務めたホベルトが退団した。一方で、ブラジルからリンコン、かつてリトバルスキー監督の下でプレイしたチェッコリを獲得した。そのリンコン、アレックスのコンビは2007年チームにとって重要な得点源となった。
開幕戦の鳥栖とのダービーで攻撃的布陣が機能し5-0で完勝するなど第1クールを1位で終えた。第2クールに入って以降も上位に入っていたが、第36節京都戦から第40節東京V戦まで5年ぶりとなる5連敗。第48節の仙台戦に敗れてJ1昇格が消滅。最終順位は7位で終了した。なお、シーズン終了後にチーム統括グループ長の小林伸二、同副長の中村重和、育成統括の沖野等を解任した。
2008年
チームスローガン：ココロ粋 !
リトバルスキー体制2年目。前年の登録メンバー31人の半数以上にあたる16人（レンタル選手、外国籍選手含む）と契約を結ばなかったため、選手が大幅に入れ替わった。また、外国籍選手は全員退団し、新たにいずれもオーストラリア出身のルダン、タレイ、グリフィスを獲得した。また、京都から元福岡所属の中払大介、千葉から黒部光昭、横浜FCから中島崇典、C大阪から吉田宗弘らが加入。横浜FMからハーフナー・マイク、柏から大久保哲哉の両FWが期限付き移籍、鈴木惇、大山恭平の両名をユースチームから昇格した（鈴木は2007年シーズンに2種登録で出場）。
4月12日の岐阜戦では5分間で4失点 するなど守備が崩壊、第1クールは15チーム中14位に終わった。7月11日、成績不振により監督のリトバルスキー、ヘッドコーチのイアン・クルークおよびフィジカルコーチのアンソニー・クレアを解任し、篠田善之が監督に就任したが、最終順位は8位に終わった。
2009年
チームスローガン：結心 〜全ての心をひとつに〜
前年途中から監督に就任した篠田が引き続き指揮を執る。中村北斗がFC東京へ完全移籍した他、昨季所属した外国籍選手もすべて退団。一方で熊本から高橋泰、磐田から元日本代表の田中誠を獲得。シーズン序盤は、この年よりJリーグに加盟した岡山にJ2初勝利を献上するなど、第1クール（17試合）終了時点で4勝5分8敗の勝点17。第41節徳島戦の引き分けにより、J2残留が決定。最終順位も11位。また、鳥栖とのダービーでクラブ史上初めて未勝利に終わった。その一方でJ2を優勝した仙台には2勝1敗と勝ち越した。
2010年
チームスローガン：福岡 維心
篠田体制3年目。前年度のオフに吉田宗弘や黒部光昭らベテランを中心に選手9人との契約を打ち切り、監督以外のコーチ陣も一斉に退団。30歳を越える選手が久藤、田中誠だけと大きく若返り、下部組織から昇格した朝鮮籍の孫正倫以外は日本人選手だけでシーズンに臨んだ（7月に韓国人の李鍾民が加入）。なおシーズン直前の1月27日にJ1時代の2006年途中からクラブ社長に就いていた都筑興が辞任し、3月4日に後任として電通九州大分支社長の大塚唯史が就任した。
東京Vから加入した永里源気が得点源として、更には大卒選手の中町公祐（高校卒業後の2004年 - 2007年に湘南在籍）と末吉隼也がボランチコンビを形成し中盤の要として、移籍2年目の田中誠が守備の中心としてチームを牽引した。
開幕戦で甲府に3-1と快勝。4月には4連敗を喫したが、5月5日の11節熊本戦で6-1と大勝するとそれ以降は順調に勝点を積み上げて9月12日に千葉、11月20日に東京Vと昇格争いのライバル相手にホームゲームで勝利を収め、アウェイで岐阜を破った11月23日に4位の千葉が草津に敗れ3位以内が確定、5年ぶりのJ1復帰を決めた（最終順位は3位）。外国籍選手は李と孫の2人のみであったため、この年のリーグ戦での全得点を日本人選手が挙げた（ちなみに天皇杯では孫が1ゴールを挙げている）。
天皇杯では広島、大宮とJ1勢を連覇して15年ぶりでアビスパ福岡となってからは初のベスト8へ進出（準々決勝はFC東京に延長戦の末に2-3で敗退）。

### 2011年（J1）
チームスローガン：福岡力! 〜Run with the ALL〜
篠田体制4年目。長年在籍した久藤清一が引退、前シーズン15ゴールを挙げた永里源気が甲府へ、中島崇典が柏へ、大久保哲哉が山形へ、柳楽智和がFC東京へ、阿部嵩が金沢へ移籍、大山恭平、平石健太が退団した。
補強は、千葉から和田拓三、磐田から成岡翔、横浜FMから清水範久が完全移籍で、磐田から松浦拓弥、FC東京から重松健太郎がレンタル移籍で加入。キム・ミンジェ、畑本時央、牛之濵拓が新加入した。また丹羽大輝のレンタル移籍期間も延長した。
開幕戦で新潟に敗れて以降、開幕から9連敗(Jリーグ杯・磐田戦を含めると公式戦10連敗)。6月15日の第15節(リーグ10戦目)の神戸戦に引き分けて初の勝点を得た。その後、3連敗で13試合連続勝ち無しとなったが、7月2日のリーグ戦14試合目の甲府戦で初勝利を挙げたが、8月に篠田を解任し、ヘッドコーチの浅野哲也が監督に就任した。
10月23日に新潟に敗戦してJ2降格が決定。最終順位は17位でシーズンを終えた。天皇杯は3回戦で仙台に敗退した。

### 2012年 - 2015年（J2）
2012年
チームスローガン：ガムシャラ!! 今年だから出せる力がある。2012福岡ヂカラ
クラブOBで神戸元コーチの前田浩二が監督に就任。田中誠が引退、田中佑昌が千葉へ、岡本英也が鹿島へ、中町公祐、六反勇治が横浜FMへ、山形辰徳が栃木へ完全移籍、丹羽大輝（G大阪へ復帰）、松浦拓弥（磐田へ復帰）、重松健太郎（FC東京へ復帰）がレンタル移籍期間満了、清水範久、ハマゾッチが退団した。一方で横浜FCから西田剛、C大阪から尾亦弘友希、磐田から古賀正紘、FC東京から坂田大輔、浦和から堤俊輔を完全移籍で、大宮から木原正和、G大阪から河田晃兵、磐田から岡田隆をレンタル移籍で獲得、 オ・チャンヒョン、石津大介が新加入した。
鹿児島市出身の前田を始めとして九州にゆかりのある人物で戦っていく「オール九州」の方針を打ち出し、同時に1年でのJ1復帰を目指したが、開幕2連勝を挙げて4位タイとなったが、それが最高順位となりその後はJ2ワースト2となる失点の多さ（68失点53得点 得失点差-15）などで、第6節京都戦、第7節愛媛戦と連敗して5位→8位→13位と転落して以降は一度も一ケタ順位に復帰できず、第35節の熊本戦に敗れてJ1自動昇格となる2位以内の可能性が、第36節の横浜FC戦に引き分けてJ1昇格プレーオフに出場できる6位以内の可能性も消滅した。8月26日の第31節松本戦から10試合連続勝利なしとなった10月28日、第40節大分戦での敗戦後に前田を監督から解任、池田太が監督代行に就任したが、結局シーズン終了まで12戦連続勝利なし（5分7敗）のまま、J1在籍経験のあるクラブとして2011年の横浜FCと並びシーズン終了時最低の順位となるJ2リーグ戦18位 でシーズンを終えた。バトル・オブ・九州は、全てホームゲームだった前半3戦は2勝1分ながら、後半は3戦全敗し最終的に最下位となった。
天皇杯は3回戦で大宮に敗退した。
2013年
チームスローガン：一燃蜂起 〜2013 福岡ヂカラ〜
スロバキア1部・NKツェリェ前監督のマリヤン・プシュニクが監督に就任。成岡翔が新潟へ、鈴木惇が東京Vへ、高橋泰および小原章吾が愛媛へ完全移籍、和田拓三が引退、河田晃兵は期限付き移籍期間満了でG大阪に復帰した一方、2006年まで福岡に所属していた水谷雄一が京都から完全移籍で獲得、前年北九州に特別指定選手として所属した中原秀人が福岡教育大学から加入した。
開幕から連勝スタートで第2節終了時には2位となるが、直後に3連敗を含む5試合勝ちなしとなり15位まで順位を下げる。第8節、北九州との福岡ダービーで勝利し、第9節で連勝した時点で8位まで再浮上して以降、前半戦終了の第21節までは8位から11位の間を推移する。6月19日には、元フォルトゥナ・デュッセルドルフU-19で5月から練習生として参加していた金城クリストファー達樹が加入。また、8月に入って、長崎に期限付き移籍していたオ・チャンヒョンが期間満了前の契約解除で復帰し、ルーマニア2部・FCMトゥルグ・ムレシュからブラティスラフ・プノセバッチを獲得した。第24、25節終了時にはJ1昇格プレーオフ圏内の6位となるが、その直後10試合で3連敗5連敗各1回を含む1勝1分8敗と低迷し、第34節終了時には15位まで転落。11月10日、第40節の時点で6位以内の可能性が消滅し、最終的に14位でシーズンを終了した。ただし、バトル・オブ・九州では、福岡ダービーで連勝するなど3勝3分で、2010年シーズン以来2度目の制覇となった。
天皇杯では、初戦（2回戦）で栃木に敗北。また、10月に経営問題が表面化した（詳細は#経営問題を参照）。
2014年
チームスローガン：協力同心 福岡ヂカラ2014
プシュニク体制2年目。宮本卓也、船山祐二、尾亦弘友希らと契約を更新せず、岡田隆、金久保順、金永基が期限付き移籍満了（金久保は後に川崎に期限付き移籍、金は長野に完全移籍）、水谷雄一が富山、西田剛、キム・ミンジェが愛媛、木原正和がカンボジア1部のトライアジア・プノンペンFCにそれぞれ完全移籍し、畑本時央が金沢へ期限付き移籍した。一方、北九州から森村昂太、神戸からイ・グァンソン、松本から阿部巧、G大阪から平井将生がいずれも完全移籍、浦和から野崎雅也、大分から清水圭介、新潟から酒井宣福、横浜FMから武田英二郎がいずれも期限付き移籍でそれぞれ加入した。
天皇杯では、2回戦で水戸に敗れ、2年連続の初戦敗退となった。
前半戦は第9節終了時に5位にまで上昇し、その後16位まで順位を下げたものの、第17節からの4連勝で第21節終了時点で9勝5分7敗の勝点32、プレーオフ圏内の6位となる。後半戦に入り一旦10位まで順位を下げたものの、第30節終了時点でも12勝8分10敗の勝点44で6位と勝点差1の7位につけていた。しかし第31節から最終節までの12試合で1勝3分8敗、第35節以降8試合連続勝利なしという結果に終わり、最終成績は13勝11分18敗の勝点50で順位は前年度を下回る16位。バトル・オブ・九州は最下位となった。
このシーズンを以てプシュニクが監督を退任した。
2015年
チームスローガン：福岡MOVEMENT 鼓動。躍動。感動。
元日本代表で前柏のヘッドコーチだった井原正巳が監督に就任。鈴木健仁がチーム統括部長に、三浦文丈がコーチに就任。選手では、金城クリストファー達樹、タム・シイアンツン、畑本時央との契約を満了、山口和樹が現役引退。また、野崎雅也、武田英二郎、鍋田亜人夢、清水圭介が期限付き移籍期間満了で退団。オ・チャンヒョンが韓国2部・ソウルイーランドFCに移籍。一方、鈴木惇、中村北斗、末吉隼也が完全移籍により復帰したほか、浦和から濱田水輝と仙台から中原貴之がそれぞれ完全移籍で、柏から中村航輔と湘南から亀川諒史がそれぞれ期限付き移籍で加入。また、浦和ユース出身の邦本宜裕、福岡大学から田村友が新加入した。
開幕節から3連敗し一時は最下位に沈んだものの、井原が挑んだ3バックによる守備の再構築が功を奏し第4節からクラブ記録を更新する11戦無敗（8勝3分）と戦績が向上。さらに夏の移籍期間には湘南などでプレーしたウェリントンを完全移籍で獲得すると攻撃にも厚みを増すようになり、相手によって3バックと4バックを使い分けるシステムも機能し始め、シーズン後半には自動昇格争いにも絡めるようになる。終盤には8連勝を含む12戦負け無し（11勝1分）でシーズンを終え、最終的に2位磐田に同勝点ながら得失点差で4点届かず3位でJ1昇格プレーオフに駒を進めることになった。
昇格プレーオフは、準決勝で長崎戦に勝利。決勝でC大阪に引き分けでレギュレーションにより5年ぶりのJ1昇格が決まった。

天皇杯は、2回戦で磐田を下し3年ぶりに初戦を突破するも、3回戦でJ3の町田に敗れた。

### 2016年 （J1）
チームスローガン：子供たちに夢と感動を!
井原体制2年目。コーチの三浦文丈が長野監督に就任のため退団。前年守備の要として活躍した中村航輔が柏に、酒井宣福が新潟に復帰したものの、湘南から期限付き移籍中だった亀川諒史を完全移籍で獲得。また、名古屋からダニルソン、川崎から實藤友紀、千葉からキム・ヒョヌン、長崎から古部健太、大分から為田大貴を獲得したほか、韓国1部・釜山アイパークから韓国代表のイ・ボムヨンが加入した。
5年振りのJ1は、開幕から7試合勝ちがなく（3分4敗）、第9節FC東京戦で初勝利を挙げるも、結局1stステージはわずか2勝にとどまり最下位に終わる。夏の移籍期間には巻き返しのためにFC東京から駒野友一、横浜FMから三門雄大を獲得するも、得点源のウェリントンが7月に持病の左膝痛を悪化させて出場機会が激減したことも影響し、8月から9月にかけては今季チーム最長の5連敗を喫する。2nd第14節で名古屋に敗れ、残留を争っていた新潟が勝利したことにより、年間順位16位以下が決定し、1年でJ2降格となった。
4度目のJ1からの降格はJリーグ史上最多タイ、またJ1最下位でのJ2降格はクラブ初で、J1年間総合順位で最下位となるのもJ2創設前の1998年（J1参入決定戦で勝ち残りJ1残留）以来18シーズンぶりとなった。
YBCルヴァンカップでは、Bグループ第6節終了時点では6位だったものの、最終節対新潟戦の勝利により逆転でグループ2位となり、クラブ史上初の準々決勝進出を果たす。準々決勝でFC東京に敗れた。
天皇杯は2回戦で山口にPK戦で敗れた。

### 2017年 - 2020年（J2）
2017年
チームスローガン：子供たちに夢と感動を!
井原体制3年目。金森健志が鹿島、古部健太が長崎、沼津へ期限付き移籍していた光永祐也が熊本、イ・ボムヨンが韓国1部・江原FCへ完全移籍、田村友が浦和、鈴木惇が大分へ期限付き移籍、阿部巧（群馬へ移籍）、中原秀人、平井将生（以上北九州へ移籍）が契約満了になった一方で、名古屋から松田力、G大阪から岩下敬輔、清水から杉山力裕、京都から山瀬功治を完全移籍で獲得。石津大介が神戸への期限付き移籍から復帰、期限付き移籍加入だった駒野友一が完全移籍で加入し、U-18の崎村祐丞が昇格、静岡学園高校の山ノ井拓己が加入、新外国人選手として磐田・甲府・岐阜でプレーしていたジウシーニョがブラジル2部・アトレチコ・ゴイアニエンセから加入した。
シーズン中にダニルソンが家庭の事情により退団したが、韓国・漢陽大学校からウォン・ドゥジェを獲得、さらに横浜FMから仲川輝人が期限付き移籍で加入した。
開幕戦は大分に敗れたが、第3節からは1桁順位を維持、第12節からの4連勝で、第15節終了時に首位に立つ。第16節には2位となるも、第17節から前半戦終了の第21節まで首位をキープする。第22節に湘南に首位を明け渡すと、その後は2位をキープしていたが、第28節から6試合未勝利で第33節にはついに長崎に抜かれ3位となる。第34節から3連勝し再び2位に浮上するが、第39節には長崎だけでなく名古屋にも抜かれ4位に落ちる。最終的に長崎を抜き返すことは出来ず、4位でシーズンを終え、2シーズンぶりのJ1昇格プレーオフに回ることとなった。えがお健康スタジアムで開催された プレーオフ初戦の5位・東京V戦は山瀬功治のゴールで1-0で勝利。3位名古屋とのプレーオフ決勝に進むも、アウェーの豊田スタジアムで0-0の引き分けに終わり、規定により名古屋が2018年のJ1リーグ昇格となり、1年でのJ1復帰を逃した。
リーグ戦では42試合で僅か36失点、次に少ない優勝した湘南の41失点よりさらに5点少ない守備力の高さを誇りながらも、得点は54点でリーグ12位タイ、うちウェリントンだけで19得点を挙げており、次点が石津の8得点、山瀬の6得点と差が大きく、ウェリントン以外の攻撃力が課題であった。
天皇杯は3回戦で筑波大学に敗れた。
2018年
チームスローガン：感動と勝ちにこだわる
井原体制4年目。坂田大輔が引退、兼田亜季重（大分）、冨安健洋（ベルギー1部・シント＝トロイデンVV）、中村北斗（長崎）、亀川諒史（柏）、濱田水輝、末吉隼也（以上岡山）、三門雄大（大宮）、三島勇太（JFL・テゲバジャーロ宮崎）、ジウシーニョ（ブラジル4部・ミラソウFC）、ウェリントン（神戸）、中原貴之（JFL・ラインメール青森FC）、ウィリアン・ポッピ（韓国1部・富川FC1995）が完全移籍、下坂晃城が町田に期限付き移籍。期限付き移籍していた仲川輝人が横浜FMに復帰した。一方、篠原弘次郎（岡山）、輪湖直樹（柏）、森本貴幸（川崎）、トゥーリオ・デ・メロ（ブラジル・シャペコエンセ）が完全移籍で、圍謙太朗（C大阪）、ユ・インス（FC東京）、枝村匠馬（清水）、平尾壮（G大阪）、ドゥドゥ（甲府）が期限付き移籍でそれぞれ加入、木戸皓貴（明治大学）が新加入した。また田村友（浦和）と鈴木惇（大分）が期限付き移籍から復帰した。シーズン中の6月には、エウレーとトゥーリオ・デ・メロが相次ぎ退団した一方、ブラジル・MG州選手権・コインブラECからレオミネイロ、FC東京から吉本一謙、柏から古賀太陽がいずれも期限付き移籍（古賀は育成型）で加入した。7月には田村友が山形に完全移籍した。
開幕から3節は負けなし（2勝1分）だったが、直後に3戦未勝利（1分2敗）で一旦順位を11位まで下げた後、8戦負けなし（5勝3分）で3位まで浮上、1敗の後3連勝で、第17節終了時には暫定2位、第18節終了時には暫定首位に浮上する。しかし自動昇格圏内順位となったのはこの時だけで、直後に連敗し暫定4位となり、その後は第26節ホーム横浜FC戦が台風12号の影響で中止になった際に暫定8位、第29節栃木戦に敗れた直後と第33節から第34節にかけ暫定7位となった以外、第41節終了時点までプレーオフ進出圏内となる6位以内を維持していたが、最終節岐阜戦に引き分け、前節まで7位だった大宮が最終節勝利したことにより順位を逆転され、最終的に5位大宮、6位東京Vと勝点差1の勝点70（19勝13分10敗）、7位で終了、2年連続のプレーオフ進出を逃した。ホームゲームでは6連勝するなどし、優勝した松本と並びJ2トップの勝点42（12勝6分3敗）を挙げながら、アウェーでは最終節含め勝ちきれない試合も多く、勝点28（7勝7分7敗）しか挙げられなかったことも、昇格を逃した原因の一つとなった。
最終節終了後の11月19日、監督の井原の退任が発表され、同月23日には、奥野僚右、山岸範之、竹原靖和、菊池忍各コーチの退団も発表された。
2019年
チームスローガン：感動と勝ちにこだわる
イタリア1部・エラス・ヴェローナFC前監督のファビオ・ペッキアが監督に就任。
神山竜一、堤俊輔、山瀬功治、駒野友一 が契約満了、枝村匠馬、ユ・インス、ドゥドゥら6選手が期限付き移籍期間終了で それぞれ退団するなど計11人を放出。また町田に期限付き移籍中であった下坂晃城はそのまま町田に完全移籍となった。一方で、セランテス、石原広教、菊地直哉、三國ケネディエブス、田邉草民ら計10人が新たに加入した。
シーズン開幕直後には岩下敬輔が鳥栖に期限付き移籍した一方で、C大阪からヤン・ドンヒョンが完全移籍で加入。夏の移籍期間では吉本一謙が清水へ完全移籍した一方で、初瀬亮、加藤大ら4選手が期限付き移籍で加入した。
開幕から4戦未勝利で最下位に転落、第5節新潟戦でシーズン初勝利を挙げ20位に浮上するも、続く第6節に敗れ再び最下位となる。第7節栃木戦でようやくホーム初勝利を挙げ最下位は脱したが、順位は開幕から常に17位以下、第14節終了時にはJ3降格圏内の21位となるなど低迷。第16節終了翌日の6月3日、監督のペッキアが家庭の事情を理由に急遽退任、コーチを務めていた久藤清一が監督に昇格した。先述の栃木戦以降ホームゲーム10戦勝ちなし（3分7敗）や、第17節から21節、23節には再び21位になるなど低迷は続き、最終節の勝利により、同シーズン最高順位の16位に浮上してシーズンを終えた。シーズン終了後、久藤が監督を退任した。
2020年
チームスローガン：感動と勝ちにこだわる
前年水戸で監督を務めていた長谷部茂利が監督に就任。
菊地が現役を引退した他、ウォン・ドゥジェ、石原広教、初瀬亮、加藤大、松田力、ヤン・ドンヒョンら計12人が退団。また、前年鳥栖に期限付き移籍していた岩下敬輔はそのまま鳥栖に完全移籍した。一方で前年水戸で長谷部の元でプレーした村上昌謙、前寛之、福満隆貴をはじめ、フアンマ・デルガド、エミル・サロモンソン、湯澤聖人、重廣卓也、菊池大介ら計14人が新たに加入した。
シーズン開幕後には實藤友紀が横浜FMに完全移籍した一方で、藤井悠太が横浜FCから完全移籍で加入した。
開幕戦、5シーズンぶりとなる北九州との福岡ダービーに1-0で勝利した後、新型コロナウイルス感染拡大の影響による4ヶ月余りの中断から再開すると、3試合勝利なしで第4節終了時には17位まで順位を下げたものの、直後の3連勝で、第8節終了時には3位まで浮上する。
7月27日にスタッフ1名の新型コロナウイルス感染が判明したため、クラブ独自で他の選手とクラブ関係者計51人に対しPCR検査を施したところ全選手陰性だったものの、8月2日になり、Jリーグ公式検査の結果、前が陽性である可能性が高いと診断され、同日夜の第9節大宮戦（NACK5スタジアム大宮）は試合開始2時間前を切った17時過ぎに急遽中止となり、前は翌3日のPCR検査により陽性と診断され、無症状ながら医療施設にて経過観察となりチームを離脱した。
この中止後、第11節からの3連敗など、第10節から7試合で1勝2分4敗となり、第16節終了時には再び17位まで低下、同節首位の長崎との勝点差は17にまで拡大した。その間、第13節終了後の8月20日、広島からU-23日本代表の松本泰志が育成型期限付き移籍で加入、また第17節から前が復帰すると、同節から先述の第9節の振替試合を含む8試合を8連勝し9月は無敗で、第23節には長崎を抜き3位に再浮上、さらに10月4日、第24節ホームでの福岡ダービー北九州戦に2-0で勝利し、クラブ新記録の9連勝を達成すると同時に、北九州を抜きシーズン初の2位に浮上する。
昇格圏浮上直後の10月6日、山形から、今シーズンの同チーム得点王である山岸祐也を完全移籍で獲得する。
その後第27節、勝点で並んでいた首位徳島が敗れる中、アウェー群馬戦に1-0で勝利し、連勝を12まで伸ばした時点で、シーズン初の首位に浮上、その後連勝は12で止まったものの、連続無敗記録を15まで伸ばす。しかし第30節アウェー磐田戦に1-2で16試合ぶりに敗れると、同節勝利した徳島に勝点で並ばれ、得失点差で2位となる。その後首位に復帰することはなかったものの、3位長崎に逆転を許すこともなく、第41節アウェー愛媛戦に2-0で勝利、同節長崎が引き分けたことにより、1試合を残して2位以上が確定、2005年、2010年、2015年に続く5年ぶり4度目のJ1昇格が決定し、"5年周期"神話が続くこととなった。
最終節、首位徳島にも勝利し、後半戦は全チーム中トップの14勝5分2敗で勝点47を挙げ、得失点差で徳島に及ばなかったものの、勝点84で徳島と並び2位で終わった。上島拓巳と並びチーム最多の41試合に出場した遠野大弥がチームトップの11得点、フアンマ・デルガドが8得点を挙げた以外は5得点以下ということもあり、チームの総得点は51でリーグ10位ながら、失点は全チーム中唯一30を下回る29という堅い守備で勝ち抜き、25勝のうち実に15勝が1-0の勝利だった。

### 2021年 - （J1）
2021年
長谷部体制2年目。セランテスと鈴木惇が契約満了により、また期限付き移籍で加入していた上島拓巳（柏）、増山朝陽（神戸）、松本泰志（広島）、遠野大弥（川崎）がそれぞれのクラブに復帰するなど計12人が退団。一方、補強面では宮大樹（鳥栖）、志知孝明（横浜FC）、杉本太郎（松本）、ジョルディ・クルークス（オランダ2部・ローダJC）、カウエ（ポルトガル1部・ベレネンセスSAD）、渡大生（大分）、吉岡雅和（長崎）、金森健志（鳥栖）を完全移籍で、永石拓海（C大阪）、奈良竜樹（鹿島）、ブルーノ・メンデス（ウルグアイ1部・デポルティーボ・マルドナド）、ジョン・マリ（中国1部・深圳市足球倶楽部）を期限付き移籍で獲得した。また前年期限付き移籍で加入していたエミル・サロモンソンはそのまま完全移籍した。シーズン中、甲南大学から翌年加入予定の井上聖也がJFA・Jリーグ特別指定選手として加入する一方、三國ケネディエブスと桑原海人の二人がそれぞれ栃木と山口に育成型期限付き移籍。夏の移籍期間には中村駿（湘南）を完全移籍で獲得した。
J1リーグは開幕3試合無勝利で迎えた第4節徳島戦でシーズン初勝利を挙げた。その後もJ1ではクラブ新記録となる6連勝を達成、第14節終了時点では順位を5位まで上げることに成功した。しかし5月26日の第16節横浜FC戦から8月9日の第23節広島戦まで5連敗を含む2分5敗と大ブレーキがかかってしまい、順位も11位まで下げた。8月15日の第24節C大阪戦で約2か月半ぶりの勝利を収めると、その後は再び上昇傾向に転じ、8月25日の川崎戦ではクルークスの得点で1-0で勝利し、前年度J1王者にシーズン初の土を付けることに成功した。9月の九州ダービーでは鳥栖に3-0で圧勝。その後、自力で残留を決められる可能性があった10月16日の第32節神戸戦では敗れてしまったものの、他会場の結果を受けて残留が確定した。これにより2001年に初めてJ2に降格して以降、5年周期で続いていた「J1に昇格した翌年、必ずJ2に降格する」という負のジンクスを終わらせた。最終節、アウェーで勝点差1に迫るFC東京との直接対決に引き分け、クラブ史上最高順位となるJ1年間8位でシーズンを終了した。
ルヴァンカップはグループステージ敗退、天皇杯は3回戦で鳥栖に敗れた。
2022年
長谷部体制3年目。カウエが契約満了、ブルーノ・メンデスは期限付き移籍満了、エミル・サロモンソンがIFKヨーテボリ（スウェーデン1部）、カルロス・グティエレスが栃木、吉岡雅和が山口へそれぞれ完全移籍のため退団。一方、永石拓海と奈良竜樹が完全移籍へ移行、前嶋洋太（横浜FC）、前年J2得点王のルキアン（磐田）、東福岡高校出身の熊本雄太（山形）、アビスパ福岡U-15出身の田中達也（浦和）らを完全移籍で獲得、前年特別指定選手だった井上聖也（甲南大学）が正式加入。
失点こそ優勝した横浜FMより3点多いリーグ3位の38失点にとどめる堅守だったものの、J1リーグ戦全34試合中半分の17試合が無得点であったことに象徴されるように得点力不足に苦しみ、チーム得点王の山岸祐也は10得点を挙げたものの、次に得点の多いフアンマ・デルガド、ジョルディ・クルークスでも4得点、得点を挙げた選手がそれら3選手を含めて10人しかおらず、総得点は同年のJ1リーグ18チームで唯一30を下回る29（うち相手オウンゴール1）。第15節から5戦連続（2分3敗）、第22節からは8戦連続（2分6敗）勝利なしで、変則日程により第30節前時点で一旦J2自動降格圏の17位まで落ちたものの、最終5戦を3勝1分1敗で終え、9勝11分14敗勝点38の14位で、2年連続のJ1残留を決めた。
一方、天皇杯では準々決勝、ルヴァンカップでは準決勝にそれぞれ進出、いずれもクラブ過去最高成績を残したものの、天皇杯ではJ2甲府、ルヴァンカップでは広島と、いずれも優勝を果たしたクラブに敗れた。
2023年
長谷部体制4年目。輪湖直樹、杉山力裕が現役引退、北島祐二が東京Vに期限付き移籍、桑原海人が鈴鹿ポイントゲッターズ、熊本雄太が山形、ジョン・マリがチャイクル・リゼスポル（トルコ2部）、ジョルディ・クルークスがC大阪、東家聡樹が高知ユナイテッドSC、渡大生が徳島、フアンマ・デルガドが長崎、志知孝明がサンフレッチェ広島へそれぞれ完全移籍。一方で鶴野怜樹が特別指定選手から正式加入。FC東京から紺野和也、東京Vから佐藤凌我、鹿島から小田逸稀、横浜FCから亀川諒史、湘南からウェリントン、いわきから坂田大樹を完全移籍、スコットランド1部・セルティックFCから井手口陽介を期限付き移籍でそれぞれ獲得した。シーズン途中には田代雅也が鳥栖から完全移籍で加入した。
ルヴァンカップではグループステージDグループを鹿島、新潟、柏相手に首位で通過、プライムステージも準々決勝でFC東京を逆転で下し、準決勝名古屋には2戦合計2-0で勝利し、初の決勝進出を決める。そして11月4日、国立競技場で行われた浦和との決勝戦では前半に上げた2点を守り抜き2-1で勝利、クラブ史上初となるタイトルを獲得した。
天皇杯は準決勝で川崎に2-4で敗れたが、こちらもクラブ史上最高成績となるベスト4進出を果たしている。
J1リーグでは過去最高を更新する7位で終えた。
2024年
長谷部体制5年目。Jリーグ加盟後同一の監督が連続4年を超えて指揮するのはクラブ史上初となった。
田邉草民が引退、山ノ井拓己が金沢へ、三國ケネディエブスと山岸祐也が名古屋へ、中村駿が磐田、ルキアンが湘南へいずれも完全移籍、井手口陽介が期限付き移籍満了と同時に神戸に完全移籍。
一方北島祐二が期限付き移籍から復帰、鳥栖から岩崎悠人、清水から松岡大起、広島からベン・カリファが完全移籍し、福岡大から菅沼一晃と、前年から特別指定選手として加入していた重見柾斗が正式に加入。
シーズン開幕後の3月7日、ウクライナ・FCゾリャ・ルハーンシク（期限付き移籍でイラン・ペルセポリスFC）からFWシャハブ・ザヘディが期限付き移籍加入。一方、7月5日、田中達也がタイ・ラーチャブリーFCへ完全移籍した。
YBCルヴァンカップは柏に、天皇杯は愛媛に、いずれも3回戦で敗退。

## タイトル

### 国内タイトル
- Jリーグカップ：1回
  - 2023

### その他タイトル
- ジャパンフットボールリーグ：1回
  - 1995

### 個人別
- J1リーグ
  - 優秀新人賞
    - 2006年：中村北斗

  - 月間MVP
    - 2023年9月：紺野和也

  - 月間ベストゴール
    - 2016年6月：金森健志
    - 2021年4月：前寛之

  - 月間優秀監督賞
    - 2023年7月：長谷部茂利
    - 2023年9月：長谷部茂利
- J2リーグ
  - 月間MVP
    - 2014年6月：金森健志
    - 2015年11月：ウェリントン
    - 2017年5月：ウェリントン
    - 2020年9月：上島拓巳
    - 2020年12月：遠野大弥

  - 月間優秀監督賞
    - 2020年9月：長谷部茂利
- Jリーグカップ
  - MVP
    - 2023年：前寛之
- ジャパンフットボールリーグ
  - ベストイレブン
    - 1995年：梅山修、磯田由和、永井篤志、ペドロ・トログリオ、宮村正志、ウーゴ・マラドーナ

  - 新人王
    - 1995年：永井篤志

  - ベストGK賞
    - 1995年：佐野友昭

### ハットトリック
| リーグ | 得点数 | 選手名             | 開催日                      | 対戦クラブ             | スタジアム | 得点時間         |
| J1     | 3得点  | ビスコンティ       | 2000年11月18日（2nd第13節） | ジェフユナイテッド市原 | 市原臨海   | 12分, 44分, 82分 |
| J2     | 3得点  | 江口倫司           | 2002年7月24日（第20節）     | セレッソ大阪           | 博多球     | 19分, 28分, 29分 |
| J2     | 3得点  | 宮崎光平           | 2003年5月31日（第15節）     | サガン鳥栖             | 博多球     | 19分, 39分, 80分 |
| J2     | 3得点  | アレックス         | 2007年7月25日（第30節）     | ザスパ草津             | 群馬陸     | 11分, 31分, 34分 |
| 旧JFL  | 3得点  | ウーゴ・マラドーナ | 1995年5月7日（第1節）       | 福島FC                 | 平和台     | 36分, 55分, 68分 |
| 旧JFL  | 3得点  | ウーゴ・マラドーナ | 1995年6月11日（第7節）      | NTT関東サッカー部      | 平和台     | 15分, 40分, 70分 |

## スタジアム

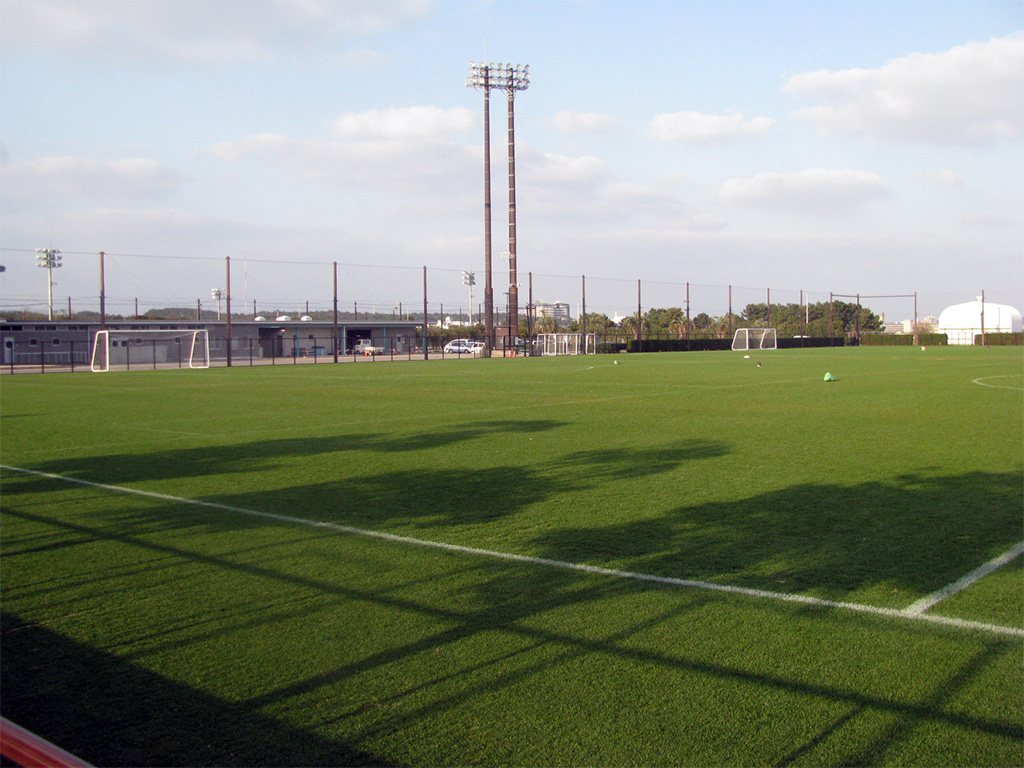
雁の巣レクリエーションセンター球技場

ホームスタジアムは福岡市博多区の東平尾公園内にある東平尾公園博多の森球技場（命名権名称：ベスト電器スタジアム）。
2008年以降のリーグ公式戦は全て同競技場で開催しているが、同競技場がラグビーワールドカップ2019の会場の一つとなったことから、これに向けての改修工事のため2017年11月26日のJ1昇格プレーオフ準決勝は熊本県民総合運動公園陸上競技場（命名権名称：えがお健康スタジアム）で開催した ほか、2019年のリーグ戦では東平尾公園博多の森陸上競技場をホームスタジアムとして併用する。
なお、過去のホームゲーム開催スタジアムは「アビスパ福岡の年度別成績一覧#年度別入場者数」を参照のこと。
練習場は福岡市東区の福岡市雁の巣レクリエーションセンター球技場である。

## スタジアムDJ
- 信川竜太（1996年 - ）

信川不在時
- EIJI
- MAX - LOVE FMAJ。(2008年)
- honey - CROSS FMナビゲーター。
- TOM G（2022年3月2日）

## マスコットキャラクター
- アビー[1]
- ビビー[1]（2000年2月27日「選手激励のつどい」にて初披露目）

## ユニフォーム

### クラブカラー
- ネイビー[1]
- ブルーベールダンス[1]
- シルバー[1]

2003年までは1stユニフォームがシルバー、2ndユニフォームがネイビーブルーであったが、2004年からは前述のサポーターのアンケート結果を受けて、1stユニフォームがネイビーブルー、2ndユニフォームがシルバーに変更された。クラブカラーについてもメインカラーがネイビーブルーと定められていたが、2020年にクラブとサポーターとの間でカラーに対して意識の隔たりがあった事を理由として、メインカラーをネイビー（カラーコード：PANTONE281C）に変更した。

### 限定ユニフォーム
2015年
- 1996年のJリーグ加盟から20周年目のシーズンを迎えた事を踏まえ「20周年記念ユニフォーム」を制作。デザインは事前にファン・サポーターから公募した結果[51]、J加盟初年度のユニフォームをベースにしたデザインに決まった。白地に縦ストライプ柄が入り、差し色の一部には前身・中央防犯FC藤枝ブルックスのクラブカラーであった藤色も使用された。クラブ創設20周年記念試合となる9月20日の第32節札幌戦で着用した[52]。

2017年
- 「2017ハチ祭り記念ユニフォーム」と題して制作。前身「福岡ブルックス」のユニフォームデザインをベースに、ネイビーとイエローのボーダー柄でクラブ名の由来である「蜂」をイメージしたデザインに仕上げられた。8月27日のJ2第30節水戸戦で着用した[53]。

2018年
- 「2018ハチ祭り記念ユニフォーム」と題して制作。「ビクトリー」のコンセプトもと、同シーズンの目標であるJ2優勝・J1昇格を胸のVラインで表現した。濃紺をベースに伝統のストライプで仕上げられたデザインは、ファン・サポーターの深い愛、太い束となって上昇するクラブ、ビクトリーの先にもつながる未来を表している[54]。着用試合は当初の発表では8月11日の第28節水戸戦のみの予定であったが[54]、同試合を勝利し、多くのファン・サポーターからリクエストされた事を受け、9月1日の第31節大分戦でも着用した[55]。大分戦でも勝利した事もあり、その後着用試合を9月の全ホームゲームに拡大した他[56]、関東在住のサポーターからの要望を受けて、アウェー・フクダ電子アリーナで行われた9月16日の第33節千葉戦でも着用した[57]。

2019年
- 「2019ハチ祭り記念ユニフォーム」と題して制作。FP用にはネイビーブルーを、GK用にはグリーンをベースカラーに採用した。福岡県内の市町村を迷彩で表現し、福岡県内外からアビスパを応援するファン・サポーターに対する繋がりや彼らからの支援に対する感謝の気持ちが込められている。8月のホームゲーム3試合（4日横浜FC戦、17日徳島戦、31日愛媛戦）と最終節鹿児島戦で着用した[58][59]。

2020年
- 1995年のクラブ創設から25周年を迎えた事を踏まえ「25周年記念ユニフォーム」を制作。福岡移転初年度（1995年）に旧JFLを優勝した福岡ブルックス時代のユニフォームをオマージュしたデザイン。FP用にはブルーヴェールダンスを、GK用には黒をベースカラーに使用し、2020年ユニフォームのストライプ柄がデザインされている。9月中旬から10月にかけてのホームゲーム5試合（9月13日町田戦、23日群馬戦、30日栃木戦、10月4日北九州戦、25日千葉戦）で着用した[60]。

2021年
- 永遠や発展などを意味し縁起の良い柄と言われる市松模様がデザインされた「2021スペシャルユニフォーム」を制作。ユニフォームカラーにはネイビーとブルーヴェールダンスを採用した。9月25日の第30節鳥栖戦、10月2日の清水戦、11月3日の大分戦のホームゲーム3試合を「勝負の秋の陣」と銘打ち、5年ごとにJ1に昇格し、1年でJ2に降格する所謂、"5年周期"の「ジンクス」を打破してJ1で戦い続けるクラブとなり、ファン・サポーターに愛され、伝統あるクラブへ永遠に発展し続けるという決意が込められている[61]。

2022年
- 前年に続いて「2022スペシャルユニフォーム」を制作。ユニフォームスポンサー7社、ユニフォームサプライヤーのヨネックスおよびアビスパのエンブレムを白で統一することで一体感を表した。アビスパのロゴから切り取った「A」をユニフォームの前面・背面に大きく配置したデザインにすることで、アビスパが強豪クラブへと大きく成長する志・覚悟を表すとともに、これまでのアビスパの歴史をベースにこれまでのアビスパとは違う新たな魅力を表現したいとの想いが込められている。またユニフォームカラーには、アビスパのクラブカラーであり「勝色」とも呼ばれる濃紺を採用、アビスパの前身・中央防犯FC藤枝ブルックスを表す藤色も採用する事で、「勝利への想い」と「レガシーへのリスペクト」を表現した。9月17日の第30節清水戦と10月1日の第31節神戸戦のホームゲーム2試合で着用した[62]。

2023年
- 過去2年に引き続き「2023スペシャルユニフォーム」を制作。「躍進・革新を続けるアビスパの明るい未来」をコンセプトに、2001年から2002年にかけて使用されたユニフォームをオマージュしたデザイン・カラーを採用、当時のユニフォームに倣い、ユニフォーム掲出ロゴの色も統一されている。「レガシーへのリスペクト」として、中央防犯FC藤枝ブルックスを表す藤色も前年に引き続き採用されている。9月16日の第27節名古屋戦、9月30日の第29節鹿島戦、10月28日の第31節横浜FM戦のホームゲーム3試合で着用した[63]。

### ユニフォームスポンサー
| 掲出箇所   | スポンサー名       | 表記                                                  | 掲出年                      | 備考                                                   |
| 胸         | 新日本製薬         | 新日本製薬                                            | 2021年 -                    | 2018年 - 2020年は背中上部                              |
| 鎖骨       | 博多グリーンホテル | HAKATA GREEN HOTEL （通常） HAKATA GREEN HOTEL （SP） | 2018年 -                    | 左側に表記                                             |
| 鎖骨       | エイジェック       | エイジェック                                          | 2023年 -                    |                                                        |
| 背中上部   | DMM.com            | DMM TV                                                | 2021年 2023年 -             | 2022年は鎖骨右側 2021年 - 2022年は「DMMほけん」表記    |
| 背中下部   | 無し               | -                                                     | -                           |                                                        |
| 袖         | ふくや             | 味の明太子 博多中洲 ふくや WITH ALL SUPPORTERS        | 2011年7月 - 2021年 2023年 - | 2011年7月 - 2012年は「味の明太子 博多中洲 ふくや」表記 |
| パンツ前面 | ピエトロ           | ピエトロ                                              | 2020年 -                    | 2017年 - 2019年は背中下部                              |
| パンツ背面 | 無し               | -                                                     | -                           |                                                        |

### ユニフォームサプライヤーの遍歴
- 1995年：アドミラル
- 1996年：リーグ戦はミズノ、カップ戦はアドミラル
- 1997年 - 2010年：ミズノ
- 2011年 - 2014年：スボルメ
- 2015年 - 2017年：アスレタ
- 2018年 - 現在：ヨネックス[64]

### 歴代ユニフォーム
| FP 1st      |             |             |      |      |
| 1996 - 1998 | 1999 - 2000 | 2001 - 2002 | 2003 | 2004 |
| 2005        | 2006        | 2007        | 2008 | 2009 |
| 2010        | 2011        | 2012        | 2013 | 2014 |
| 2015        | 2016        | 2017        | 2018 | 2019 |
| 2020        | 2021        | 2022        | 2023 | 2024 |
| 2025 -      |             |             |      |      |
|             |             |             |      |      |

| FP 2nd      |             |             |      |      |
| 1996 - 1998 | 1999 - 2000 | 2001 - 2002 | 2003 | 2004 |
| 2005        | 2006        | 2007        | 2008 | 2009 |
| 2010        | 2011        | 2012        | 2013 | 2014 |
| 2015        | 2016        | 2017        | 2018 | 2019 |
| 2020        | 2021        | 2022        | 2023 | 2024 |
| 2025 -      |             |             |      |      |
|             |             |             |      |      |

| FP Other            |                     |                     |                     |                   |
| 2015 · 20周年記念   | 2017 · ハチ祭り記念 | 2018 · ハチ祭り記念 | 2019 · ハチ祭り記念 | 2020 · 25周年記念 |
| 2021 · 勝負の秋の陣 | 2022 · SP           | 2023 3rd            | 2023 · SP           | 2024 · SP         |
|                     |                     |                     |                     |                   |

### 歴代ユニフォームスポンサー表記
| 年度 | 箇所                 | 箇所               | 箇所                                                  | 箇所                     | 箇所         | 箇所                                           | 箇所                                          | 箇所       | サプライヤー     |
| 年度 | 胸                   | 鎖骨左             | 鎖骨右                                                | 背中上部                 | 背中下部     | 袖                                             | パンツ前面                                    | パンツ背面 | サプライヤー     |
| 1995 | GEORGIA              | 解禁前             | 解禁前                                                | - （FUKUOKA）            | 解禁前       | 三洋信販                                       | -                                             | 解禁前     | Admiral          |
| 1996 | GEORGIA              | 解禁前             | 解禁前                                                | RICOH                    | 解禁前       | 三洋信販                                       | -                                             | 解禁前     | Admiral / Mizuno |
| 1997 | GEORGIA              | 解禁前             | 解禁前                                                | RICOH                    | 解禁前       | 三洋信販                                       | -                                             | 解禁前     | Admiral / Mizuno |
| 1998 | GEORGIA              | 解禁前             | 解禁前                                                | RICOH                    | 解禁前       | 三洋信販                                       | -                                             | 解禁前     | Mizuno           |
| 1999 | GEORGIA              | 解禁前             | 解禁前                                                | 三洋信販                 | 解禁前       | RICOH                                          | -                                             | 解禁前     | Mizuno           |
| 2000 | GEORGIA              | 解禁前             | 解禁前                                                | 三洋信販                 | 解禁前       | RICOH                                          | -                                             | 解禁前     | Mizuno           |
| 2001 | Enjoy GEORGIA        | 解禁前             | 解禁前                                                | 三洋信販                 | 解禁前       | RICOH                                          | -                                             | 解禁前     | Mizuno           |
| 2002 | Enjoy GEORGIA        | 解禁前             | 解禁前                                                | ポケットバンク           | 解禁前       | RICOH                                          | -                                             | 解禁前     | Mizuno           |
| 2003 | Enjoy GEORGIA        | 解禁前             | 解禁前                                                | ポケットバンク           | 解禁前       | -                                              | -                                             | 解禁前     | Mizuno           |
| 2004 | Enjoy GEORGIA        | 解禁前             | 解禁前                                                | ポケットバンク           | 解禁前       | 九州電力                                       | -                                             | 解禁前     | Mizuno           |
| 2005 | Enjoy GEORGIA        | 解禁前             | 解禁前                                                | ポケットバンク           | 解禁前       | 九州電力                                       | J:COM                                         | 解禁前     | Mizuno           |
| 2006 | Enjoy GEORGIA        | 解禁前             | 解禁前                                                | ポケットバンク           | 解禁前       | 九州電力                                       | ゼンリン                                      | 解禁前     | Mizuno           |
| 2007 | Enjoy GEORGIA        | 解禁前             | 解禁前                                                | ポケットバンク           | 解禁前       | 九州電力                                       | ゼンリン                                      | 解禁前     | Mizuno           |
| 2008 | -                    | 解禁前             | 解禁前                                                | アクセス・ジャパン       | 解禁前       | .R ドッとあ～る                                | 九州電力                                      | 解禁前     | Mizuno           |
| 2009 | everlife 皇潤        | 解禁前             | 解禁前                                                | Odyssey Communications   | 解禁前       | .R ドッとあ～る                                | 九州電力                                      | 解禁前     | Mizuno           |
| 2010 | everlife 皇潤        | 解禁前             | 解禁前                                                | Odyssey Communications   | 解禁前       | .R ドッとあ～る                                | 九州電力                                      | 解禁前     | Mizuno           |
| 2011 | everlife 皇潤        | 解禁前             | 解禁前                                                | - / 西日本新聞           | 解禁前       | - / 味の明太子 博多中洲 ふくや                 | 九州電力                                      | 解禁前     | svolme           |
| 2012 | - / Nishitetsu Group | 解禁前             | 解禁前                                                | -                        | 解禁前       | 味の明太子 博多中洲 ふくや                     | 西日本新聞                                    | 解禁前     | svolme           |
| 2013 | Nishitetsu Group     | 解禁前             | 解禁前                                                | -                        | 解禁前       | 味の明太子 博多中洲 ふくや                     | 西日本新聞                                    | 解禁前     | svolme           |
| 2014 | -                    | 解禁前             | 解禁前                                                | Broad-minded             | 解禁前       | 味の明太子 博多中洲 ふくや WITH ALL SUPPORTERS | 福岡県 糸島産あまおう苺 加工販売所 伊都きんぐ | 解禁前     | svolme           |
| 2015 | Fj. 福岡地所         | 解禁前             | 解禁前                                                | Broad-minded             | 解禁前       | 味の明太子 博多中洲 ふくや WITH ALL SUPPORTERS | 伊都きんぐ                                    | 解禁前     | ATHLETA          |
| 2016 | Fj. 福岡地所         | 解禁前             | 解禁前                                                | Toppa!                   | E保険        | 味の明太子 博多中洲 ふくや WITH ALL SUPPORTERS | BIKEN TECHNO                                  | 解禁前     | ATHLETA          |
| 2017 | Fj. 福岡地所         | 解禁前             | 解禁前                                                | プレモバ Premiere Mobile | ピエトロ     | 味の明太子 博多中洲 ふくや WITH ALL SUPPORTERS | BIKEN TECHNO                                  | 解禁前     | ATHLETA          |
| 2018 | Fj. 福岡地所         | HAKATA GREEN HOTEL | -                                                     | 新日本製薬               | ピエトロ     | 味の明太子 博多中洲 ふくや WITH ALL SUPPORTERS | BIKEN TECHNO                                  | 解禁前     | YONEX            |
| 2019 | Fj. 福岡地所         | HAKATA GREEN HOTEL | -                                                     | 新日本製薬               | ピエトロ     | 味の明太子 博多中洲 ふくや WITH ALL SUPPORTERS | BIKEN TECHNO                                  | 解禁前     | YONEX            |
| 2020 | Fj. 福岡地所         | HAKATA GREEN HOTEL | -                                                     | 新日本製薬               | プランテルEX | 味の明太子 博多中洲 ふくや WITH ALL SUPPORTERS | ピエトロ                                      | -          | YONEX            |
| 2021 | 新日本製薬           | HAKATA GREEN HOTEL | 日本パーク                                            | DMMほけん                | ユーピーエス | 味の明太子 博多中洲 ふくや WITH ALL SUPPORTERS | ピエトロ                                      | - / BYBIT  | YONEX            |
| 2022 | 新日本製薬           | DMMほけん          | HAKATA GREEN HOTEL （通常） HAKATA GREEN HOTEL （SP） | BYBIT                    | ユーピーエス | KIRIN キリンビバレッジ                         | ピエトロ                                      | -          | YONEX            |
| 2023 | 新日本製薬           | エイジェック       | HAKATA GREEN HOTEL （通常） HAKATA GREEN HOTEL （SP） | DMM TV                   | -            | 味の明太子 博多中洲 ふくや WITH ALL SUPPORTERS | ピエトロ                                      | -          | YONEX            |

## アカデミー
- アビスパ福岡U-18
- アビスパ福岡U-15
- アビスパ福岡U-14
- アビスパ福岡U-13

### タイトル
U-18
- 高円宮杯U-18サッカーリーグ プリンスリーグ九州：2010年

U-15
- 九州ユース (U-15)サッカーリーグ：2010年、2011年

## 問題・トラブル

### 李官雨入団問題
1999年11月に、韓国の漢陽大学校に所属していた李官雨（当時韓国五輪代表）の獲得を発表したが、Kリーグからドラフト規約違反と反発があったため、入団契約を解除した。

### 主力温存（Jリーグ規定）問題
2000年のJリーグカップ予選・湘南ベルマーレ戦（4月12日）で、アビスパは主力を温存し、若手・中堅選手が中心となって出場し、「最強メンバーで試合を戦うこと」というリーグ規定に反するのではないかということで問題になったものの、試合は勝利を収めた。

### 経営問題
福岡移転後から、1998年に福岡市が4億円の増資引き受けと最大9億円の融資を拠出、2006年には資本金34億円の99%減資と大株主からの追加支援を受ける など、慢性的な赤字体質が続いていた。そんな中、ユニフォームの胸スポンサー（「GEORGIA」のロゴを掲出）であった筆頭株主の北九州コカ・コーラボトリング→コカ・コーラウエストジャパン（CCWJ、リコー三愛グループ）が2007年シーズンを最後にユニフォームスポンサーを撤退。その他のユニフォームスポンサーもすべて交替となったが、胸スポンサーだけは後継が埋まらず（#歴代ユニフォームスポンサー表記も参照）、経営問題がクローズアップされることになる。
2008年6月、パチスロ機メーカーの大都技研がクラブに資本参加し、ユニフォームスポンサーとなると報道された。同社の関連会社がパチンコホール経営を行っていることなどを理由に一時Jリーグ側が難色を示した が、同年9月に正式に同社の資本参加が発表された。ただし、ユニフォームスポンサーとしての参加は見送られた。
2009年シーズンはパンツの九州電力以外のユニフォームスポンサーが無い状態でシーズンに突入するという異常事態となった。袖スポンサーは開幕節前日の3月6日にCREレジデンシャルに決定した ものの、胸スポンサー及び背中スポンサーはリーグが開幕した後も決定しなかった（その後、3月27日にエバーライフが胸スポンサーに、4月10日にオデッセイコミュニケーションズが背中スポンサーに決定した）。2010年には電通出身の大塚唯史が社長に就任、大口スポンサー頼みの企業体質からの脱却を図るべく広告スポンサー数を約90社から約150社にまで増やし、経営問題に改善の傾向が見られたかに思われた。
しかし2013年、2014年度のJリーグクラブライセンスで経営状態について「是正通達」より一段階軽い「個別通知」の付帯付きのJ1ライセンスが交付された 直後の10月15日に、地元紙の西日本新聞（西日本スポーツ）が、アビスパがJリーグ退会の可能性もある極めて厳しい経営状態にあることを報じた。具体的には2013年5月ごろから運営会社の資金繰りが厳しくなり、数千万円の短期借入で運転資金を回したが、9月末現在でも約9億6000万円の営業収入を見込んだ予算に対し実際の営業収入が約8億2000万円に留まる一方、10月の時点で運転資金について新規の借入が出来なくなったため、手元資金が底を付く11月末に運営資金約5000万円が決済不能になり、12月分の選手の給与が遅配になる可能性があるというものであり、アビスパの小学生招待事業「アビスパKidsパートナー」の協賛金募集に際して、福岡県サッカー協会が傘下の少年サッカークラブに対し「アビスパ福岡が資金面で最大の危機に面しております。11月30日までに5000万円の運転資金が準備できなければ、お金の流れが滞り、最悪の結果を招くことになります」という趣旨の文書を送付したことで明らかになったものであった。
アビスパ社長の大塚唯史は「最悪の場合は、Jリーグから借金して、勝点マイナス10となることを覚悟している」とコメントし、大株主らに協賛金の要請を行ったが、2006年当時の経緯もあり、大株主の福岡市や西部ガス、ふくおかフィナンシャルグループ、西日本鉄道 などがアビスパに対する追加支援に否定的な見解を示した。しかし「アビスパKidsパートナー」協賛金をはじめとする個人・法人からの小口協賛金2645万円や、大株主のふくやによる間接的な支援（支援商品を販売し、売り上げをアビスパに寄付・最大約1776万円）などが集まり、11月16日時点で年内の資金繰りは手当てできたことを発表。11月30日には一連の経営問題の責任を取って大塚唯史が代表取締役を辞任し、後任には元鹿島アントラーズ強化担当部長の野見山篤が就任し、野見山をサポートする役割として常勤の取締役に市文化振興部課長の樽見哲が就任した。
翌2014年2月5日、クラブ経営強化を図るためにアドバイザリーボード（経営諮問委員会）を設置。7月23日に発表されたJリーグ参加51クラブの2013年度決算において、2期連続赤字で約2800万円の債務超過となっていることが報告された。大河正明Jリーグ常務理事は「黒字化はなんとかなるが、債務超過（解消）は確証が持てない」と指摘、報告時点において債務超過であった11のクラブのうち、9月のライセンス審査までに債務超過を解消させる目処が立っていないクラブは福岡のみであった。
2014年8月25日、この日行われた臨時取締役会で、福岡市発祥で基幹・業務系システムの開発やWebアプリの開発を手がけるシステムソフトを対象に約1億円の第三者割当増資を実施することを9月の臨時株主総会に諮ることを決議。8月29日付けでシステムソフトがアビスパへの資本参加決定を発表した ことから、懸念されていた債務超過の解消と、Jリーグクラブライセンス制度の剥奪は回避される見通しとなった。第三者割当増資は9月22日付けで実施されシステムソフトが筆頭株主となり、同社社長の吉尾春樹とシステムソフトの親会社であるアパマンショップホールディングス常務取締役（アパマンショップネットワーク代表取締役、あるあるCity代表取締役）の川森敬史が新たに非常勤の取締役に就任。川森は2015年3月30日に開かれた株主総会および取締役会で社長に就任（前社長の野見山は常勤の取締役に交代）した。
社長に就任した川森敬史は、経営再建と効率化に向けた様々な改革を実施。業務限定社員の導入を含めた営業体制の拡充、社員それぞれのスキルを生かせる雇用環境の確立、キャッシュフローの改善等を進めた。その結果、スポンサー数が186社（2014年度）から1010社（2015年度）と約5倍以上に増加。観客動員においても「レベスタ1.5万人プロジェクト」を始め、トップチームはもちろん、アカデミー・スクール生に対する理念共有を含めた様々な取り組みを重ねた結果、2016年では2015年との比較で観客動員数172%へアップした。

## メディア

### テレビ

#### 現在
- ロクいち福岡 (NHK福岡放送局、月曜 18時15分 - 19時00分)
- 夢空間スポーツ (福岡放送、日曜 16時55分 - 17時25分)
- KICK OFF! FUKUOKA (テレビ西日本、日曜 6時30分 - 7時00分)
- Fan!Fun!スポーツ→ファンスポ（TVQ九州放送）

#### 過去
- 瞬感スポーツ (RKB毎日放送、金曜 23時55分 - 24時15分)
- VIVA!SPORTAS (TVQ九州放送、土曜 18時30分 - 19時00分)
- アビスパッと!TV (テレビ西日本、土曜25時35分 - 25時40分)
- あみ〜ご!アビスパ (J:COM福岡)

### ラジオ

#### 現在
- NEWSIC (CROSS FM、月曜-金曜 6時30分 - 9時00分)
- D U Know? ～アビスパ MOVEMENT～ (FM FUKUOKA、土曜 6時55分 - 7時00分)
- ヒルマニ（KBCラジオ、木曜 12時00分 - 12時40分、2025年度より「アビトーーク!」が「アサデス。ラジオ」より枠移動）

#### 過去
- バモス!アビスパ (FREE WAVE、木曜 19時00分 - 19時30分)
- NOBUKAWA SPORTS (CROSS FM、金曜 20時00分 - 23時00分)
- オーレ!アビスパ (RKB毎日放送、土曜 6時00分 - 6時20分)

## 決算
アビスパ福岡の決算は、つぎのとおり。

### 損益
| 年度 | 収入  | 広告料 | 入場料 | 配分 | その他 | 費用  | 事業費 | 人件費 | 管理費 | 利益 | 純利益 |
| 2005 | 1,220 | 581    | 237    | 120  | 282    | 1,243 | 908    | N.A.   | 335    | -23  | -21    |
| 2006 | 1,575 | 767    | 387    | 235  | 186    | 1,682 | 1,238  | 778    | 444    | -107 | -117   |
| 2007 | 1,421 | 669    | 266    | 121  | 365    | 1,385 | 1,024  | 610    | 361    | 36   | 21     |
| 2008 | 1,157 | 552    | 245    | 110  | 250    | 1,209 | 930    | 559    | 279    | -52  | -61    |
| 2009 | 1,006 | 424    | 201    | 103  | 278    | 1,119 | 872    | 479    | 247    | -113 | -109   |
| 2010 | 938   | 377    | 206    | 105  | 250    | 925   | 693    | 401    | 232    | 13   | 33     |

- 金額の単位: 百万円
- 人件費は事業費に含まれる。

出典: 各年度のJ1 クラブ決算一覧。
2005、
2006、
2007、
2008、
2009、
2010
| 年度 | 収益  | 広告料 | 入場料 | 配分 | 育成 | その他 | 費用  | 人件費 | 試合 | トップ | 育成 | 女子 | 販売 | 利益 | 純利益 |
| 2011 | 1,246 | 441    | 308    | 207  | 144  | 146    | 1,122 | 428    | 101  | 157    | 71   | 0    | 365  | 124  | 130    |
| 2012 | 854   | 301    | 170    | 95   | 172  | 116    | 1,015 | 411    | 86   | 155    | 63   | 0    | 300  | -161 | -158   |
| 2013 | 871   | 324    | 180    | 94   | 171  | 102    | 986   | 390    | 73   | 161    | 58   | 0    | 284  | -95  | -87    |
| 2014 | 947   | 334    | 192    | 96   | 210  | 115    | 942   | 417    | 76   | 121    | 65   | 0    | 263  | 5    | 9      |
| 2015 | 1,654 | 474    | 235    | 94   | 211  | 640    | 1,595 | 626    | 96   | 374    | 73   | 0    | 426  | 59   | 49     |

- 金額の単位: 百万円

出典: 各年度のJ1 クラブ決算一覧。
2011、
2012、
2013、
2014、
2015
| 年度 | 収益  | 広告料 | 入場料 | 配分 | 育成 | 物販 | その他 | 費用  | 人件費 | 試合 | トップ | 育成 | 女子 | 物販 | 販売 | 利益 | 純利益 |
| 2016 | 1,836 | 618    | 275    | 207  | 175  | 112  | 449    | 1,814 | 937    | 142  | 187    | 67   | 0    | 92   | 389  | 22   | 21     |
| 2017 | 1,979 | 621    | 190    | 159  | 220  | 110  | 679    | 1,927 | 1,000  | 118  | 217    | 72   | 0    | 85   | 435  | 52   | 22     |
| 2018 | 1,831 | 990    | 174    | 154  | 177  | 97   | 239    | 1,829 | 909    | 107  | 258    | 98   | 0    | 73   | 384  | 2    | 2      |
| 2019 | 1,577 | 693    | 137    | 155  | 198  | 93   | 301    | 1,680 | 784    | 113  | 289    | 103  | 0    | 63   | 328  | -103 | -107   |
| 2020 | 1,538 | 747    | 144    | 158  | 168  | 93   | 228    | 1,825 | 968    | 109  | 263    | 76   | 0    | 67   | 342  | -287 | -287   |
| 2021 | 2,132 | 803    | 312    | 399  | 164  | 173  | 281    | 2,614 | 1,334  | 119  | 243    | 69   | 0    | 137  | 403  | -482 | -505   |
| 2022 | 2,829 | 1,202  | 464    | 409  | 152  | 174  | 428    | 2,431 | 1,677  | 140  | 200    | 196  | 0    | 115  | 15   | 17   | -1     |

- 金額の単位: 百万円

出典: 各年度のJ1 クラブ決算一覧。
2016、
2017、
2018、
2019、
2020、
2021、
2022

### 資産
| 年度 | 総資産 | 総負債 | 純資産 | 資本金 |
| 2005 | 449    | 196    | 252    | 3,370  |
| 2006 | 558    | 424    | 134    | 90     |
| 2007 | 439    | 284    | 155    | 90     |
| 2008 | 437    | 273    | 164    | 125    |
| 2009 | 463    | 409    | 54     | 125    |
| 2010 | 440    | 353    | 87     | 125    |
| 2011 | 515    | 298    | 217    | 217    |
| 2012 | 415    | 355    | 60     | 126    |
| 2013 | 345    | 373    | -28    | 126    |
| 2014 | 389    | 307    | 82     | 176    |
| 2015 | 537    | 406    | 130    | 176    |
| 2016 | 732    | 580    | 152    | 176    |
| 2017 | 879    | 705    | 174    | 176    |
| 2018 | 810    | 634    | 176    | 176    |
| 2019 | 650    | 581    | 69     | 176    |
| 2020 | 668    | 886    | -217   | 176    |
| 2021 | 954    | 1,309  | -355   | 360    |
| 2022 | 865    | 1,198  | -333   | 372    |

- 金額の単位: 百万円

出典: 各年度のJ1 クラブ決算一覧。
2005、
2006、
2007、
2008、
2009、
2010、
2011、
2012、
2013、
2014、
2015、
2016、
2017、
2018、
2019、
2020、
2021、
2022